# Silvanus rossi
Silvanus rossi es una especie de coleóptero de la familia Silvanidae.

## Distribución geográfica
Habita en la India, Tailandia y Nueva Guinea.